# Dicnemon cuspidatum
Dicnemon cuspidatum är en bladmossart som beskrevs av Bescherelle 1873. Dicnemon cuspidatum ingår i släktet Dicnemon och familjen Dicnemonaceae. Inga underarter finns listade i Catalogue of Life.